# Vera Nikolić
Pour les articles homonymes, voir Nikolic.
Vera Nikolić (née le 23 septembre 1948 à Grabovica (RFSY) et morte le 28 juin 2021 à Belgrade (Serbie),) est une athlète yougoslave puis serbe, spécialiste des courses de demi-fond.

## Carrière
Vera Nikolić s'illustre lors des Championnats d'Europe 1966 de Budapest en remportant le titre du 800 mètres, dans le temps de 2 min 02 s 8, devant la Hongroise Zsuzsa Szabó-Nagy et l'Allemande Antje Gleichfeld. 
Elle établit un nouveau record du monde du 800 m le 20 juillet 1968 à Londres en 2 min 00 s 5, améliorant de 0,05 s l'ancienne meilleure marque mondiale établie l'année précédente par l'Australienne Judith Pollock. Elle s'incline néanmoins dès les demi-finales lors des Jeux olympiques de 1968.
Troisième des Championnats d'Europe 1969, Vera Nikolić décroche les titres du 800 m et du 1 500 m des Jeux méditerranéens de 1971. Elle s'adjuge plus tard dans la saison un nouveau titre continental à l'occasion des Championnats d'Europe 1971 d'Helsinki où la Serbe remporte le 800 m en 2 min 00 s 0, devant les Britanniques Pat Lowe et Rosemary Stirling.
Sélectionnée dans l'équipe de Yougoslavie lors des Jeux olympiques de 1972, elle se classe cinquième de la finale du 800 m et s'incline par ailleurs dès les séries du 1 500 m.

### Palmarès
| Date | Compétition           | Lieu     | Résultat | Épreuve   |
| ---- | --------------------- | -------- | -------- | --------- |
| 1966 | Championnats d'Europe | Budapest | 1re      | 800 m     |
| 1969 | Championnats d'Europe | Athènes  | 3e       | 800 m     |
| 1971 | Championnats d'Europe | Helsinki | 1re      | 800 m     |
| 1971 | Jeux méditerranéens   | Izmir    | 1re      | 800 m     |
| 1971 | Jeux méditerranéens   | Izmir    | 1re      | 1 500 m   |
| 1971 | Jeux méditerranéens   | Izmir    | 3e       | 4 × 100 m |

### Records
| Épreuve | Performance   | Lieu | Date |
| ------- | ------------- | ---- | ---- |
| 800 m   | 1 min 59 s 62 |      | 1972 |
| 1 500 m | 4 min 12 s 7  |      | 1972 |